# Madonna de Loreto
Madonna de Loreto es un cuadro de Michelangelo Merisi da Caravaggio, hecho en 1604 por orden de Ermete Cavalletti, que lo deseaba para su capilla familiar en la basílica de Sant'Agostino. La pintura es de un carácter votivo, alejado de la naturaleza muerta propia de Caravaggio. La virgen tiene una pose muy poco religiosa, pues la modelo era la prostituta conocida como «Lena», común en los cuadros de Caravaggio. La obra llegó en el tiempo del Jubileo Contrarreformista de 1600, por lo que el pintor fue duramente criticado y hasta tachado de hereje.